# Ballad (populärmusik)

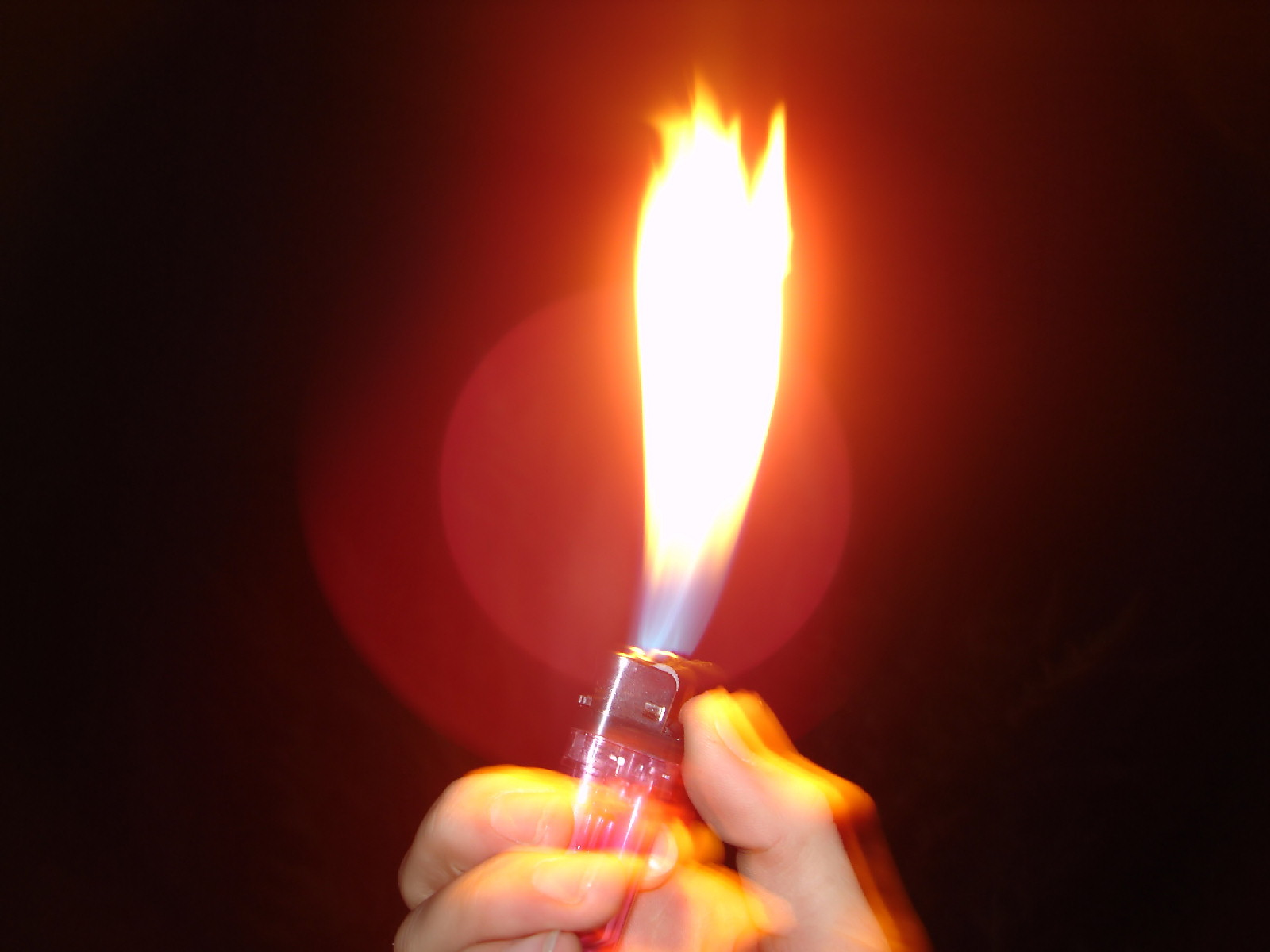
Under konserter har cigarettändare varit vanligt att hålls upp då powerballader spelas

Ballad, powerballad, rockballad, hårdrocksballad eller popballad, är en i grunden balladartad låt som har lånat element från pop- och rockmusikens upptempolåtar, såsom markerad taktart, slagverk, högre volym (inte minst i de vokala insatserna), distade elgitarrer och rik, gärna bombastisk orkestrering. Elementen förs med fördel in efter hand så att låten efter en stillsam inledning successivt eskalerar i ett enda långt crescendo. Låten kan också växla fram och tillbaka mellan stillsamma verser och explosiva refränger. Termen kan också åsyfta balladliknande låtar med starka sångröster, eller de flesta balladerna inom populärmusik.
Powerballadens storhetstid var populär under slutet av 1970-talet, hela 1980-talet och början av 1990-talet. Den har ett gitarrbaserat ursprung, möjligen gemensamt med hårdrocksballaden, men återfinns numera inom skilda genrer.
Många powerballader har ofta "sentimentala" teman, som saknad och längtan, kärlek och att bli ifrånsprungen av den man älskar. För hårdrocks- och metalgrupperna blev detta en stark kontrast till deras mer traditionella teman som hedonism, våld och ockultism. Termen powerballad kan vara missledande, då det ofta mer handlar om kärlekssånger än ballader/visor. Många skivbolag tyckte "powerballad" lät bättre än "metal love song" ("metallkärlekssång"). Även termen rockballad används, men powerballader kan numera gå i såväl popstil som rockstil, eller i dansbandsstil. På en konsert var det tidigare vanligt att tända cigarettändare vid en powerballad. En powerballad kan många gånger förekomma på slutet av ett album, som en nedvarvning efter de mer fartfyllda melodierna som brukar finnas i inledningen.

## Uppbyggnad
En typisk powerballad börjar med lugnt spel på antingen ett piano eller en akustisk gitarr. Kraftfulla trumslag och elgitarr brukar inte komma förrän i refrängen eller ännu senare. Mot slutet av låten förekommer ofta gitarrsolon. Låtens avslutning innebär ofta en återgång till den enkla inledningen.

## Några powerballader ur olika genrer
- Alone (Heart)
- Bed of Roses (Bon Jovi)
- Love Reign O'er Me (The Who)
- Sand of time (Edguy)
- Forever (Kiss)
- More than a feeling (Boston)
- The show must go on (Queen)
- Beth (Kiss)
- Endless Rain (X Japan)
- Estranged (Guns N' Roses)
- (Everything I Do) I Do It for You (Bryan Adams)
- Fade to Black (Metallica)
- Home Sweet Home (Mötley Crüe)
- Hyper-Ballad - (Björk)
- I'd Do Anything for Love (but I Won't Do That) (Meat Loaf)
- I Don't Want to Miss a Thing (Aerosmith)
- I Wanna Know What Love Is (Foreigner)
- Jag tror på människan (Tommy Nilsson, Melodifestivalen 2007)
- Love Bites (Def Leppard)
- Love Hurts (Rod Stewart)
- November Rain (Guns N' Roses)
- The Funeral (Band of Horses)
- The Power of Love (Jennifer Rush)
- Still in Love With You (Thin Lizzy)
- Still Loving You (Scorpions)
- Who Wants To Live Forever (Queen)
- When the Children Cry (White Lion)
- Wind of Change (Scorpions)
- Don't Know What You Got (Till' It's Gone) (Cinderella)
- Nothing Else Matters (Metallica)
- Welcome Home (Sanitarium) (Metallica)
- Love hurts (Nazareth)
- I Want to Know What Love Is (Foreigner)
- Every Rose has it's Thorns (Poison)
- Something (The Beatles)
- Great Rock Ballads

## Marknadsföring
Vissa skivbolag tycker det passar bra att marknadsföra sådana låtar då aktuella halvklot har höst eller vinter, för att bättre passa in i det mörker och den kyla som råder under denna årstid. Man hoppas då att albumet skall sälja bättre om låten låten blir en stor hit under julhandelssäsongen på norra halvklotet. RCA Records, med artister som Christina Aguilera och Kelly Clarkson, är berömda för denna taktik.